# Le Domaine d'Arnheim (Magritte)
Pour les articles homonymes, voir Le Domaine d'Arnheim.
Le Domaine d'Arnheim est un tableau réalisé par le peintre belge René Magritte en 1962. Cette huile sur toile surréaliste représente un nid posé sur un parapet devant un paysage montagnard dont une cime se présente comme une tête d'oiseau. Son titre reprend celui du Domaine d'Arnheim, une nouvelle d'Edgar Allan Poe. Partie des collections des musées royaux des Beaux-Arts de Belgique, l'œuvre est conservée au musée Magritte, à Bruxelles. 